# Хидео Хашимото
Хидео Хашимото (јап. 橋本 英郎; 21. мај 1979) јапански је фудбалер.

## Каријера
Током каријере је играо за Гамба Осака, Висел Кобе, Серезо Осака и многе друге клубове.

## Репрезентација
За репрезентацију Јапана дебитовао је 2007. године. За тај тим је одиграо 15 утакмица.

## Статистика
| Јапан  | Јапан   | Јапан  |
| Година | Наступи | Голови |
| ------ | ------- | ------ |
| 2007.  | 4       | 0      |
| 2008.  | 2       | 0      |
| 2009.  | 7       | 0      |
| 2010.  | 2       | 0      |
| Укупно | 15      | 0      |